# Włodzimierz Skalmowski

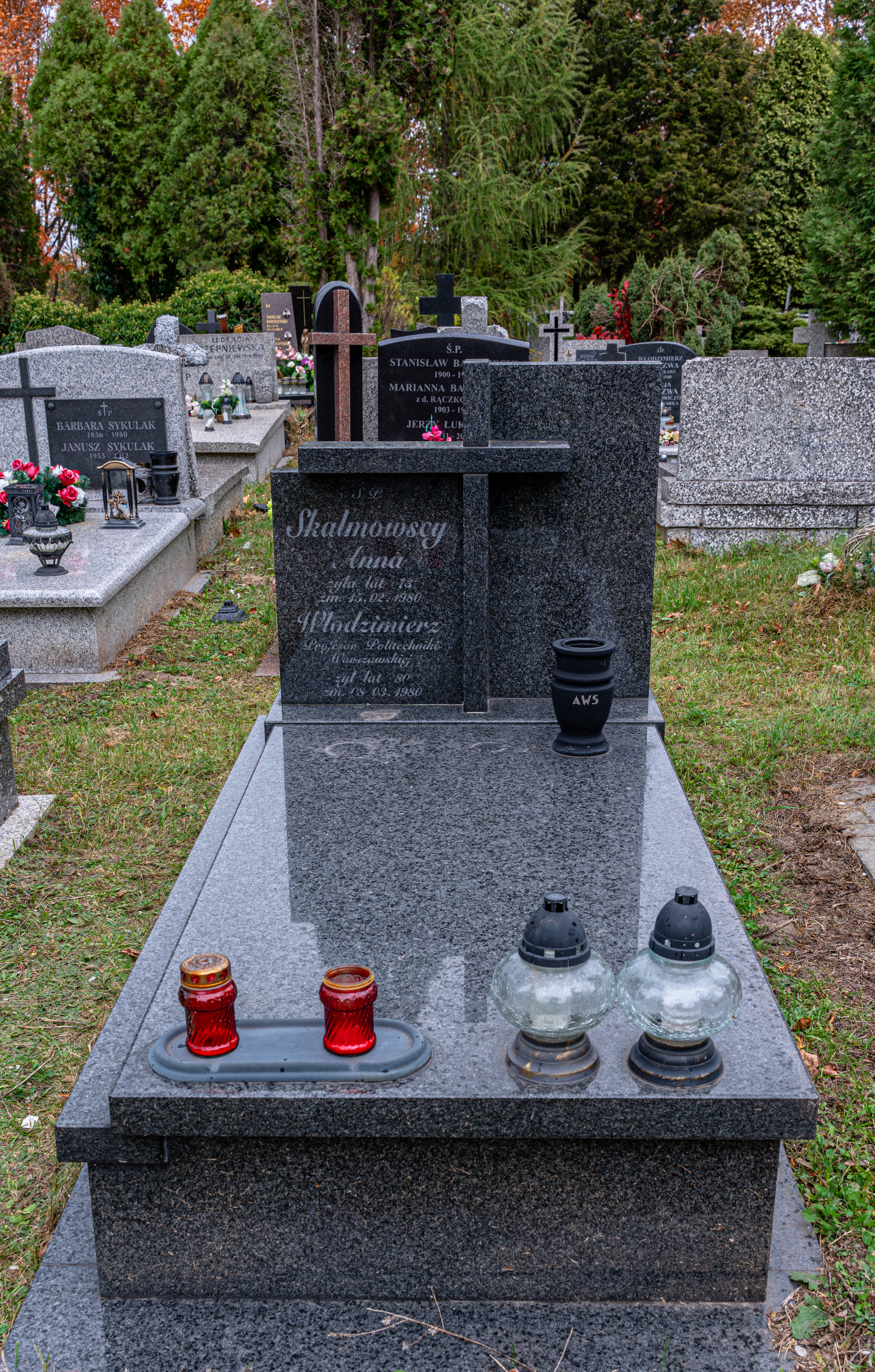
Grób Włodzimierza Skalmowskiego na cmentarzu Komunalnym Północnym w Warszawie

Włodzimierz Skalmowski (ur. 30 lipca 1899 w Osjakowie, zm. 8 marca 1980 w Warszawie) – polski inżynier chemik, profesor Politechniki Warszawskiej

## Życiorys
Urodził się w rodzinie Stanisława, maszynisty kolejowego, i Stanisławy z Majnertów. Był starszym bratem Tadeusza Jana (1901–1978), lekarza pediatry. Uczęszczał do szkół w Kielcach, maturę zdał w 1919 r. w II Szkole Realnej w Krakowie. Następnie studiował na Wydziale Chemicznym Politechniki Warszawskiej z przerwą na służbę w Wojsku Polskim. Uzyskał dyplom inżyniera chemika w 1925 r., po czym podjął pracę asystenta i starszego asystenta w Katedrze Mineralogii i Petrografii PW. W marcu 1929 r. został adiunktem i zastępcą kierownika Drogowego Instytutu Badawczego na tej uczelni. W latach 1930–1938 był redaktorem „Biuletynu” DIB. W sierpniu 1939 r. został jego dyrektorem. W 1936 r. obronił doktorat na podstawie pracy pt. Zjawiska emulgacji jako jeden z czynników destrukcyjnych w nawierzchniach bitumicznych napisanej pod kierunkiem prof. Melchiora Nestorowicza. Dwa lata później habilitował się na podstawie rozprawy pt. Zastosowanie kamienia w budownictwie drogowym. W tym okresie prowadził badania nad zastosowaniem rodzimych smół drogowych, asfaltów i wapna w drogownictwie.
Po wkroczeniu wojsk radzieckich do Polski w 1939 r. został aresztowany w Janowej Dolinie i przewieziony do pracy w zakładzie chemicznym w Pietropawłowsku. Udało mu się dołączyć w 1942 r. do Armii Andersa i ewakuować do Persji. Pracował tam jako doradca techniczny i kierownik robót przy budowie dróg i lotnisk. W 1944 r. trafił przez Egipt do Anglii. W 1945 r. był delegatem docentów w Radzie Akademickich Szkół Technicznych w Londynie. Zorganizował i prowadził Wydział Chemiczny przy Radzie. Współpracował z brytyjskim instytutem drogowym i laboratoriami materiałowymi.
Powrócił do Polski w lipcu 1947 r. za namową Aleksandra Gajkowicza. Otrzymał stopień docenta Wydziału Inżynierii Politechniki Warszawskiej. Prowadził wykłady z chemii oraz technologii materiałów budowlanych i drogowych. W marcu 1949 r. zorganizował i aż do emerytury kierował Katedrą Chemii i Technologii Materiałów Budowlanych. Była to pierwsza w powojennej Polsce placówka naukowa zajmująca się technologią materiałów budowlanych i nawierzchni drogowych. Do 1953 r. funkcjonowała ona na Wydziale Komunikacji, następnie - Budownictwa Przemysłowego, zaś od 1960 r. - Inżynierii Budowlanej Politechniki Warszawskiej. 25 lutego 1950 r. otrzymał stopień profesora nadzwyczajnego, 27 lutego 1958 r. - profesora zwyczajnego. W roku akademickim 1949/50 był dziekanem Wydziału Ruchu Kolejowego, zaś w latach 1950–1953 - pierwszym dziekanem Wydziału Inżynierii Sanitarnej. W pracy naukowej zajmował się m.in. wykorzystaniem odpadów przemysłowych i przetwórstwa tworzyw sztucznych w budownictwie, zastosowaniem kamieni i kruszywa w budownictwie i drogownictwie, spoiwami gipsowymi i krzemionkowymi. Był promotorem 6 rozpraw habilitacyjnych i 36 doktorskich.
Pełnił również następujące funkcje:
- przewodniczącego Sekcji Materiałów Budowlanych (1952–1969), Sekcji Technologii Budowlanej (1969–1972) i  Zespołu Materiałów Budowlanych (1972–1975) Komitetu Inżynierii Lądowej Polskiej Akademii Nauk[3];
- przewodniczącego Rad Naukowych Instytutu Badawczego Dróg i Mostów oraz Centralnego Ośrodka Badawczo-Rozwojowego Przemysłu Betonów - członka Prezydium Rady Naukowej Instytutu Techniki Budowlanej - członka Rad Naukowych Instytutu Lotnictwa oraz Instytutu Szkła i Ceramiki;
- przewodniczącego Sekcji Przemysłu Mineralnego Stowarzyszenia Naukowo-Technicznego Inżynierów i Techników Przemysłu Chemicznego i Materiałów Budowlanych;
- członka honorowego (od 1965)[4] i przewodniczącego Głównego Sądu Koleżeńskiego Stowarzyszenia Inżynierów i Techników Przemysłu Materiałów Budowlanych.

Był mężem Anny z Wawszczaków (1906–1980), nauczycielki, z którą miał troje dzieci: Krzysztofa (ur. 1932), inżyniera chemika, Danutę (1936–2016), inżyniera budownictwa lądowego, i Magdalenę (ur. 1950), psychologa.
Zmarł w Warszawie, pochowany na cmentarzu Komunalnym Północnym (kwatera W-VI-2-13-10). 

## Ważniejsze publikacje
- Normy własności i znormalizowane metody badań polskich smół drogowych (Warszawa 1931)
- Naturalne materiały kamienne w budownictwie drogowym (Warszawa 1937)
- Nawierzchnie smołowe dla warunków polskich (Londyn 1945)
- Polskie normy smołowe (Londyn 1945)
- Fragmenty z geologii inżynieryjnej (Londyn 1947)
- Smoły drogowe i nawierzchnie smołowe (Warszawa 1948)
- Spoiwa i lepiszcza. Technologia produkcji i zastosowanie w budownictwie (Warszawa 1958)
- Gipsy i anhydryty w Polsce. Możliwości i kierunki ich zastosowania (Warszawa 1959)
- Technologia materiałów budowlanych (t. I–III, Warszawa 1964–1968)
- Chemia materiałów budowlanych (Warszawa 1971)

## Ordery i odznaczenia
- Krzyż Oficerski Orderu Odrodzenia Polski
- Krzyż Kawalerski Orderu Odrodzenia Polski
- Złoty Krzyż Zasługi
- Medal 10-lecia Polski Ludowej (19 stycznia 1955)[6]
- Złota Odznaka Honorowa Naczelnej Organizacji Technicznej
- Złota Odznaka Honorowa Stowarzyszenia Inżynierów i Techników Przemysłu Materiałów Budowlanych

## Nagrody
- Nagroda Państwowa II stopnia (zespołowa) w zakresie budownictwa za opracowanie metody stosowania nowych materiałów z surowca krajowego dla nowoczesnego budownictwa drogowego (miały odpadowe z kamieniołomów bazaltu jako wypełniacz drogowych nawierzchni) (1955)
- Nagroda Państwowa II stopnia (zespołowa) w zakresie komunikacji i łączności za prace nad wykorzystaniem asfaltów parafinowych w budownictwie drogowym (1966)

## Upamiętnienie
16 lipca 1987 r. jego imię otrzymała ulica w Warszawie-Wawrze.